# Beatae Mariae Virginis (Nennslingen)

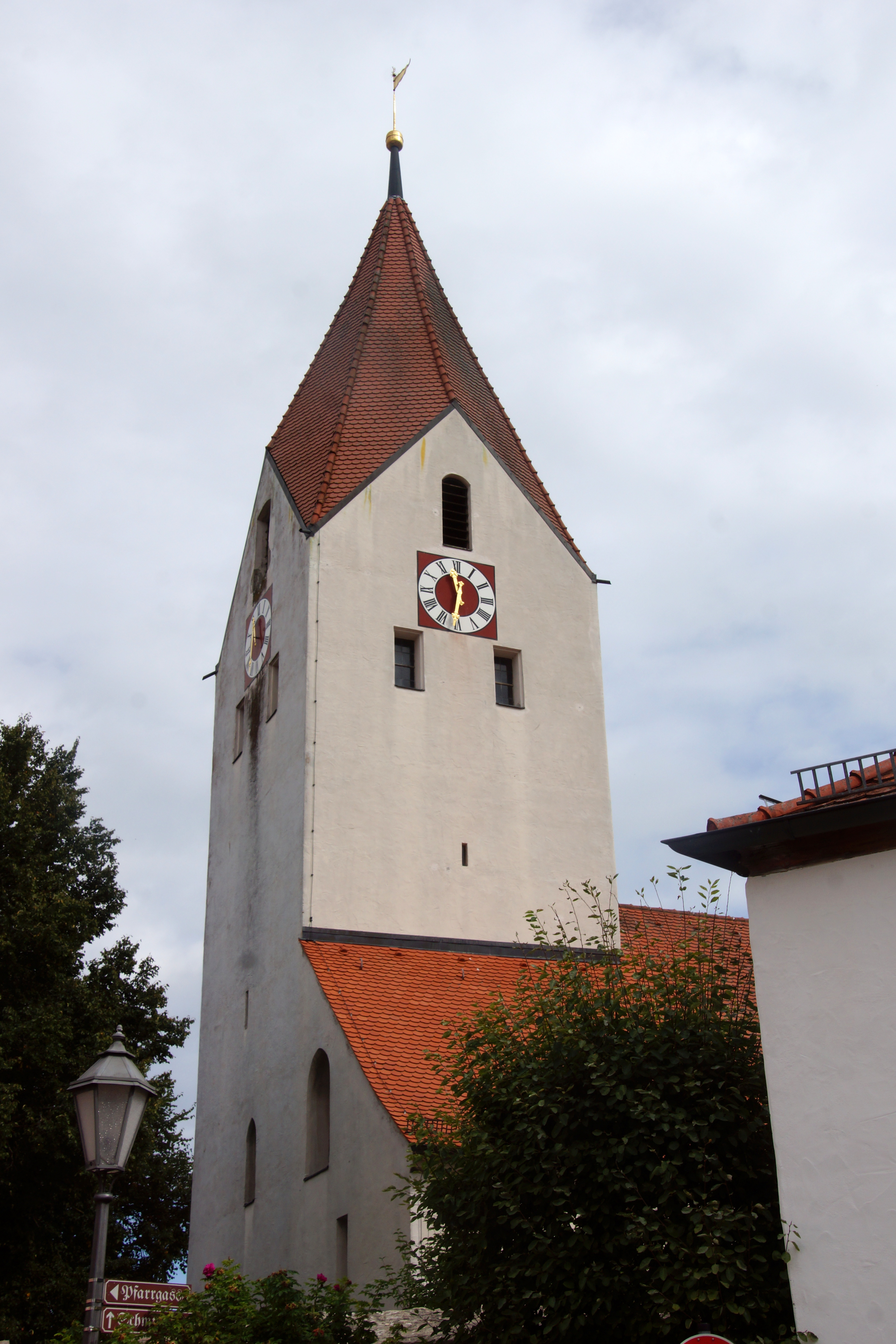
Beatae Mariae Virginis (Nennslingen), Bild aufgenommen 2020

Die denkmalgeschützte, evangelische Pfarrkirche Beatae Mariae Virginis (lateinisch für „Der seligen Jungfrau Maria“) steht in Nennslingen, einem bayerischen Markt im mittelfränkischen Landkreis Weißenburg-Gunzenhausen. Das Bauwerk ist unter der Denkmalnummer D-5-77-151-19 als Baudenkmal in der Bayerischen Denkmalliste eingetragen. Die untertägigen Bestandteile der Kirche sind zusätzlich als Bodendenkmal (Nummer: D-5-6932-0139) eingetragen. Das Patrozinium der Kirche ist Beata Maria Virgo (selige Jungfrau Maria). Das Bauwerk mit der postalischen Adresse Schmiedgasse 2 steht innerhalb des Nennslinger Ortskerns umgeben von weiteren denkmalgeschützten Bauwerken und gegenüber des Rathauses auf einer Höhe von 521 Metern über NHN.  Die Kirchengemeinde gehört zum Dekanat Weißenburg im Kirchenkreis Nürnberg der Evangelisch-Lutherischen Kirche in Bayern.

## Beschreibung

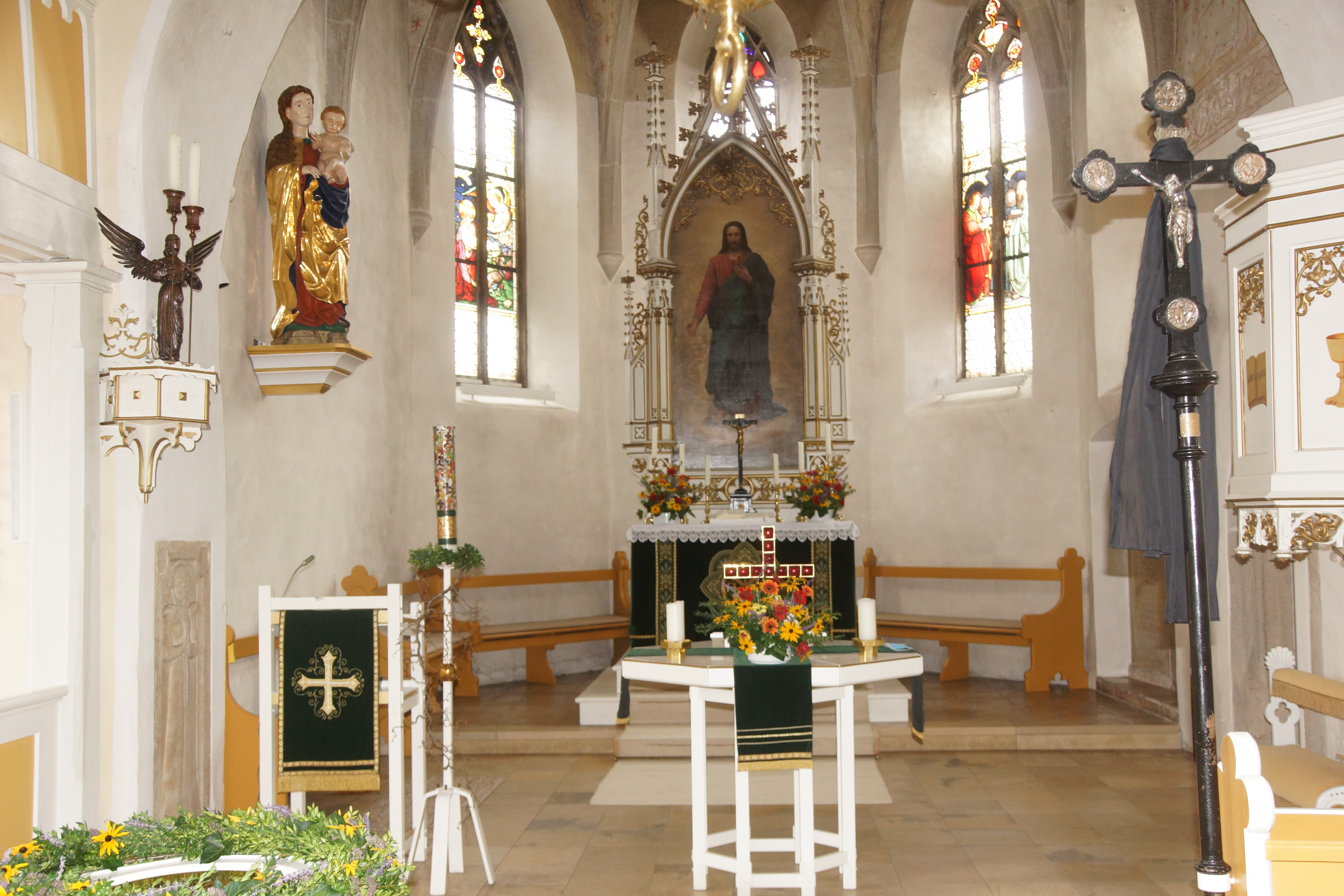
Altarraum

Die Saalkirche ist auf eine Wehrkirche aus dem späten 13. Jahrhundert zurückzuführen. Das Langhaus und der eingezogene Chor mit 5/8-Schluss, dessen Außenwände von Strebepfeilern gestützt werden, wurden in den Jahren 1532 bis 1547 gebaut. Ebenfalls um diese Zeit wurde an der Südseite die Grabkapelle für die Schenk von Geyern errichtet. Der dreigeschossige, mit einem Rheinischen Helm bedeckte Kirchturm auf quadratischem Grundriss im Westen ist im Kern der Chorturm des Vorgängerbaus. Der Innenraum des Chors ist mit einem Kreuzrippengewölbe überspannt, der des Langhauses mit einer Flachdecke. Die Kanzel und ihr Schalldeckel sind am Chorbogen angebracht.